# Rhithrogena austriaca
Rhithrogena austriaca is een haft uit de familie Heptageniidae. De wetenschappelijke naam van de soort is voor het eerst geldig gepubliceerd in 1988 door Sowa & Weichselbaumer.
De soort komt voor in het Palearctisch gebied.